# Wolfenschiessen
Wolfenschiessen (gsw. Woufeschiässä, Wouferschiässä) – miejscowość i gmina w środkowej Szwajcarii, w kantonie Nidwalden. 

## Demografia
W Wolfenschiessen mieszka 2 109 osób. W 2021 roku 10,9% populacji gminy stanowiły osoby urodzone poza Szwajcarią. 

## Transport
Przez teren gminy przebiega droga główna nr 374. 